# Raphaëlle Boitel
Raphaëlle Boitel (née en 1984) est une artiste de cirque, contorsionniste, acrobate, comédienne, metteuse en scène et chorégraphe française. Elle débute très jeune comme contorsionniste en spectacle de rue, puis elle apparait dans des spectacles de James Thierrée, dont La Symphonie du Hanneton. Elle fonde sa propre compagnie, la Cie L'Oublié(e) en 2012, et commence à produire, à diriger et à jouer, en créant les productions pour des tournées internationales dont L'Oublié(e) et La Chute des Anges. Raphaëlle Boitel est également actrice de télévision, actrice de cinéma, et chorégraphe pour l'opéra, notamment à La Scala.

## Enfance
Raphaëlle Boitel est née en 1984, la plus jeune d'une famille de quatre enfants. En 1986, après la mort de leur père, Lilou Boitel leur mère décide de « suivre [ses] enfants et de [se] mettre à leur service ». Lorsque les enfants veulent étudier les arts du cirque, leur mère ne s'y  oppose pas, bien qu'elle ne puisse financer leur projet. Aussi, ils se produisent dans des spectacles de rue sur la route entre Collioure et Céret pour financer leurs projets : Raphaëlle Boitel, huit ans, travaille comme contorsionniste, tandis que son frère Camille fait du monocycle et du jonglage. Ils gagnent assez pour s'inscrire à un atelier d'été en 1992 à l'École Nationale du Cirque dirigé par Annie Fratellini à Nexon, Haute-Vienne, dans le centre de la France. Quand Fratellini constate qu'ils paient la somme de 5 000 francs en petite monnaie, et en expliquant qu'ils l'ont gagnée par leurs représentations, elle est si touchée qu'elle les admet à l'école du Cirque à Paris gratuitement. La famille quitte Montauban et s'installe à Paris pour cinq ans,,.
À l'école de cirque, ils sont remarqués par la réalisatrice Coline Serreau, qui les engage dans de petits rôles pour le film La Belle Verte (1996). L'artiste de cirque suisse James Thierrée, qui joue aussi dans le film, devient un ami de la famille,.

## Carrière

### Artiste de cirque

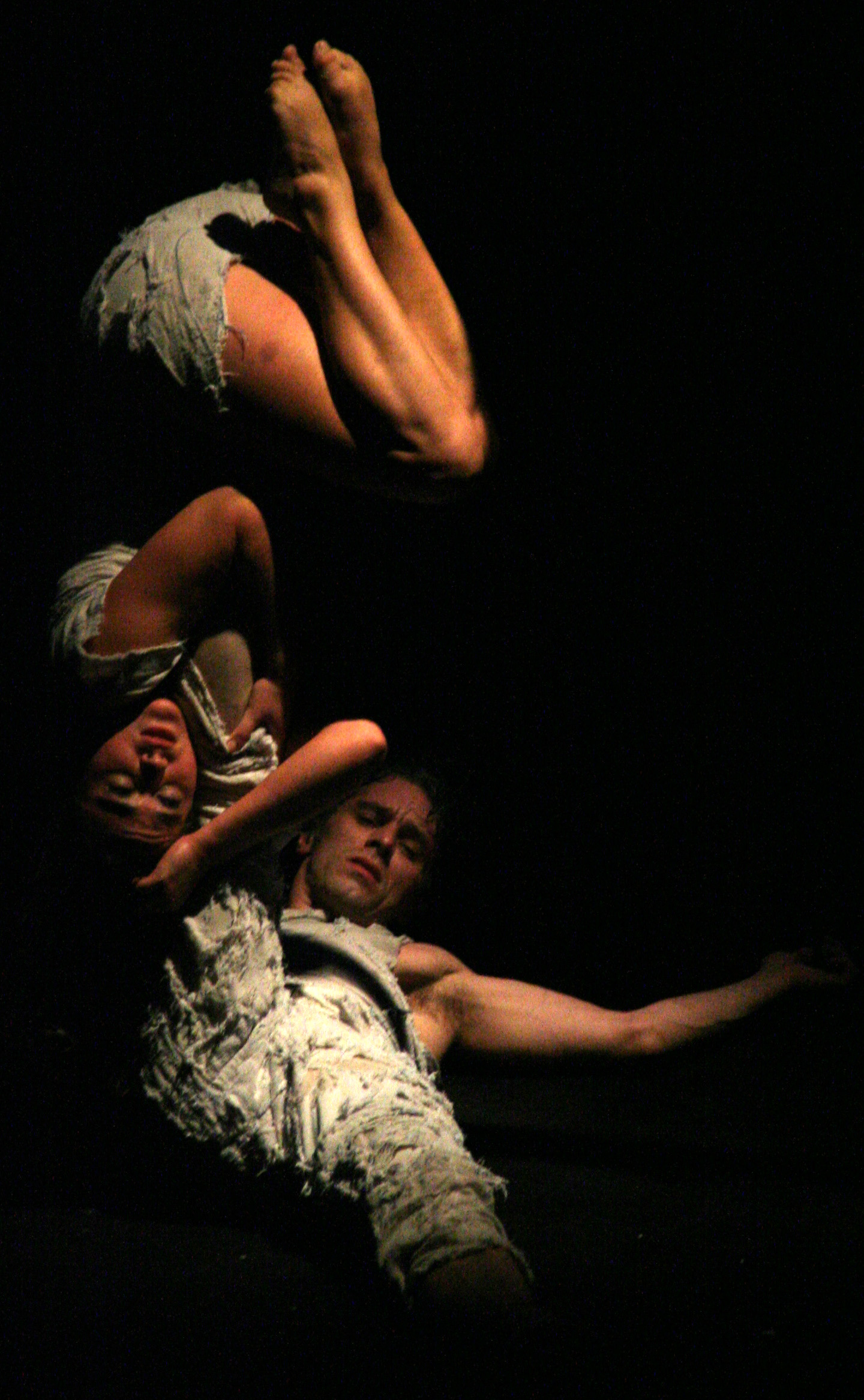
Boitel avec James Thierrée dans La Veillée des Abysses à Gênes en 2008

En 1996, la famille Boitel rejoint Thierrée et se produit en Indre-et-Loire, où Raphaëlle Boitel est assez petite pour se contorsionner dans une minuscule boîte. En 1998, âgée de 13 ans, elle obtient un rôle majeur dans La Symphonie du Hanneton de Thierrée,. Elle apparait comme contorsionniste (un critique du Los Angeles Times la désigne par le terme « boneless », c'est-à-dire « désossée »), elle réalise des acrobaties sur une corde et au trapèze. Sa mère Lilou participe aux tournées avec la compagnie, elle s'occupe de la conception des costumes, et veille à ce que Raphaëlle Boitel poursuive sa scolarité par correspondance. 
La Symphonie du Hanneton poursuit ses tournées jusqu'en 2005. Raphaëlle Boitel continue à jouer au niveau international dans d'autres œuvres, dont Futurologie : A Global Revue de Graham Eatough en 2007, et Desir de Spiegelworld en 2008,. Puis elle rejoint Thierrée dans La Veillée des Abysses jusqu'en 2010.

### Réalisatrice
Raphaëlle Boitel fonde sa propre compagnie de spectacle, la Cie L'Oublié(e) en 2012. La première œuvre qu'elle réalise pour la compagnie s'intitule L'Oublié(e) en 2016. C'est une combinaison de théâtre, d'arts du cirque et de danse, mettant en scène une femme traversant trois âges à la recherche de l'homme qu'elle aime, joué par Camille Boitel, sa sœur Alice et leur mère Lilou. Son frère Silvère est directeur du son et Lilou conçoit des costumes.
En 2013, Raphaëlle Boitel produit et réalise une pièce de trente minutes intitulée Consolations ou interdiction de passer par-dessus bord pour trois diplômés de l'école Fratellini, sur l'amour entre un jongleur, une danseuse et un acrobate, pièce dont l'action se situe sur un bateau de croisière,. En 2015, Raphaëlle Boitel poursuit en créant les 5e Hurlants, un spectacle plus long, basé sur la vie quotidienne des artistes de cirque, leur pratique continue, leurs échecs et leur persévérance. Chaque représentation met en vedette cinq diplômés de l'école Fratellini, dont les trois de Consolations, et utilise de vrais costumes ayant appartenu à Annie Fratellini et à son mari et cofondateur de l'école, Pierre Étaix,.
La Bête Noire est une pièce solo de vingt-cinq minutes créée et réalisée par Raphaëlle Boitel, sur les luttes intérieures d'une femme acrobate, dont le travail meurtrit son corps, mais lui apporte le bonheur,.
En 2018-2019, Boitel produit et réalise La Chute des Anges, un spectacle de cirque et de danse sur un avenir dystopique où le travail et les machines font taire l'individualité, jusqu'à ce qu'un personnage commence à chuchoter à la lumière. Sa mère, maintenant Lilou Herrin, réalise les costumes et apparait dans un rôle,.

### Chorégraphe
Boitel a d'abord chorégraphié un opéra en 2013, pour Macbeth de Verdi à La Scala, pour le metteur en scène Giorgio Barberio Corsetti,. En 2015, elle assure la chorégraphie de La Belle Hélène au Théâtre du Châtelet. En 2017, elle réalise une chorégraphie pour Alcyone à l'Opéra-Comique récemment rénové, où elle est remarquée pour avoir introduit des éléments de cirque dans l'opéra du XVIIIe siècle,.

### Actrice
Boitel continue à travailler comme actrice, jouant des rôles mineurs dans des films, avec une apparition dans la série télévisée Nicolas Le Floch en 2010, et quatre épisodes de Candice Renoir en 2012-2014,.